# Madrac
Madrac je elastični opružni uložak za krevet, na kojem se tijelo smješta u ležeći položaj tijekom spavanja ili odmaranja.

## Etimologija
Riječ madrac predstavlja germanizam (njem. Matratze), koji svoje korijene ima u arapskoj riječi al-materah (jastuk). Sličan oblik riječi pojavljuje se i u talijanskom jeziku (materassa) i blago promijenjenom obliku u engleskom (mattress). Srpska riječ dušek je turcizam (tur. döşek).

## Povijest
U anitici su ljudi spavali na sijenu i slami, a razvojem srednjovjekovne tehnologije izrađuju se prvi podlošci za krevete. Sredinom 17. stoljeća u Engleskoj se izrađuju kreveti s drvenim okvirom i kožnom podlogom nalik na madrac, a takvi kreveti bili su stvar prestiža i oznaka bogatstva, dok je siromašni puk uglavnom spavao na slami. Godine 1885. J.P. Leggett izumio je čelične opruge, koje u početku nisu doživjele široku primjenu, do Prvog svjetskog rata kada Zalmon Simmons, Jr. pokreće masovnu proizvodnju. Madraci od lateksa u široku su primjenu ušli 1930-ih.
Vodeni kreveti datiraju iz 2. tisućljeća pr. Kr. s područja Perzije, gdje se guščje perje miješalo s vodom kako bi se dobila podloga za spavanje. U široku primjenu i masovnu proizvodnju ušli su sredinom 19. stoljeća, a oglašavali su se kao rješenje protiv boli u leđima ili križima. Tijekom druge polovice 20. stoljeća značajnu poularnost stječu mekani madraci.
Početkom 2000-ih napušta se upotreba opruga i razvijaju se madraci od pjene.
- Postupak izrade madraca iz 1940.
- Kamion s madracima (Kanzas, 1940.)
- Oglas tvrtke Texma.
- Madrac iz 1880-ih (objavljeno 1948. u časopisu The Ladies Home Journal)
- Provjetravanje madraca (Kanzas, 1941.)
- Stari iskorišteni madraci.

## Vrste madraca
Nekoliko je osnovnih značajki po kojima se razlikuju madraci:
- veličina i širina (dimenzije): smatra se da bi madrac trebao biti barem 10 cm dulji od ljudskog tijela koje će na njemu ležati;
- tvrdoća: madac bi trebao pratiti prirodan oblik leđa i podupirati struk kako bi kralježnica ostala u vodoravnom položaju;
- materijal izrade
- namjena: za smještanje na krevet, kao nadmadrac, antibakterijski, antialergijski...

### Madraci s džepićastim oprugama
Madraci s džepićastim oprugama imaju čvrsti okvir. Napravljeni od različitih vrsta opruga i moguće ih je preokretati, čime se produljuje vijek njihova trajanja.
- posebno su izdržljivi te se mogu koristiti na punim i letvičastim podlogama;
- džepićaste opruge neovisne su jedna od druge te se ugibaju ovisno o pritisku pojedinog dijela tijela i time stvaraju anatomski učinak, tj. omogućavaju pravilan položaj kraježnice;
- madraci s džepićastim oprugama su dugovječni, prozračni te izrazito dobrih higijenskih svojstava.

### Madraci od pjene
Madraci od pjene izrađuju se od više vrsta i gustoća pjena čime se postiže otpornost na deformacije i dobra ortopedska potpora. Izrazito su lagani.
- pjena pruža dobru zaštitu od alergija, velika mogućnost odabira različitih tvrdoća, ne skuplja prašinu;
- pjena je vrlo udobna i izdržljiva;
- većina madraca od pjene odgovara osobama svih životnih dobi, kao i svim namjenama - posebno su prikladni za podnice na podizanje.

Od vrste pjena najraširenija je primjena PUR pjene, HR pjene ili memory pjene.

### Hibridni madraci[4][5]
Hibridni madraci spajaju nekoliko različitih tehnologija u proizvodnji pjena kako bi se dobila nova svojstva madraca, a koja ne bi bila moguća korištenjem individualnih pjena.
- kod ovakvih madraca, najčešće su kombinacije HR pjene, visco-elastične (memory) pjene ili latex pjene.
- hibridna pjena pruža udobnost i elastičnost kakvu nije moguće postići samostalnim korištenjem nekih od pjena.
- hibridni madraci imaju visoku razinu prozračnosti i zato su prikladni za upotrebu u vlažnim prostorima.

### Nadmadraci
Nadmadraci se mogu postaviti na sve vrste madraca. Nadmadrac pruža dodatnu udobnost i upija dio znoja koje tijelo izlučuje, produžavajući tako vijek trajanja madraca. Nadmadrac učinkovito štiti madrac i najčešće ima skidivu navlaku koja se može prati.
- može nadomjestiti nedostatke madraca ako je on pretvrd ili premekan,
- štiti madrac od vlage i trošenja,
- pomaže da madrac, na kojem se nalazi, dulje zadrži svoj izvorni oblik.

### Ostale vrste
- antibakterijski madraci - imaju svojstva kojima sprječavaju stvaranje i množenje bakterija ili plijesni;
- antialergijski madraci - sprječavaju nakupljanje alergena poput prašine ili grinja;
- sendvič madraci

## Vanjske poveznice
|  | Zajednički poslužitelj ima još gradiva o temi Madrac |